# Brodów
Brodów – wieś w Polsce położona w województwie dolnośląskim, w powiecie lubińskim, w gminie Rudna.

## Podział administracyjny
W latach 1975–1998 miejscowość administracyjnie należała do województwa legnickiego.

## Zabytki
- Pałac w Brodowie, barokowy z drugiej połowy XVIII w.[4]